# Botswana az olimpiai játékokon
Botswana 1980-tól kezdve mindig küldött sportolókat a nyári olimpiai játékokra, de még nem képviseltette magát a téli olimpiákon.
Eddig összesen négy érmük van. Egy ezüst, amelyet 2012-ben Nijel Amos szerzett 800 m-es síkfutásban, egy bronz, amelyet a 2020-as olimpián nyertek 4 × 400 méteres váltófutásban, továbbá egy arany, amit a 2024-es párizsi olimpián nyert Letsile Tebogo a 200 méteres sprint-ben.
A Botswanai Nemzeti Olimpiai Bizottság 1978-ban alakult meg, a NOB 1980-ban vette fel tagjai közé.

## Éremtáblázatok

### Érmek a nyári olimpiai játékokon
| Olimpia              | Arany | Ezüst | Bronz | Összesen |
| 1980, Moszkva        | 0     | 0     | 0     | 0        |
| 1984, Los Angeles    | 0     | 0     | 0     | 0        |
| 1988, Szöul          | 0     | 0     | 0     | 0        |
| 1992, Barcelona      | 0     | 0     | 0     | 0        |
| 1996, Atlanta        | 0     | 0     | 0     | 0        |
| 2000, Sydney         | 0     | 0     | 0     | 0        |
| 2004, Athén          | 0     | 0     | 0     | 0        |
| 2008, Peking         | 0     | 0     | 0     | 0        |
| 2012, London         | 0     | 1     | 0     | 1        |
| 2016, Rio de Janeiro | 0     | 0     | 0     | 0        |
| 2020, Tokió          | 0     | 0     | 1     | 1        |
| 2024, Párizs         | 1     | 1     | 0     | 2        |
| Összesen             | 1     | 2     | 1     | 4        |

## Érmek sportáganként

### Érmek a nyári olimpiai játékokon sportáganként
| Botswana érmei a nyári olimpiai játékokon sportáganként | Botswana érmei a nyári olimpiai játékokon sportáganként | Botswana érmei a nyári olimpiai játékokon sportáganként | Botswana érmei a nyári olimpiai játékokon sportáganként | Az olimpiai zászlaja |

| Sportág  | Arany | Ezüst | Bronz | Összesen |
| -------- | ----- | ----- | ----- | -------- |
| Atlétika | 1     | 2     | 1     | 4        |
| Összesen | 1     | 2     | 1     | 4        |